# Col du Mont Cenis
Mont Cenis (italiensk: Moncenisio) er et bjerg (3.612 m) og et bjergpas (2.081 m.o.h.) i Savoie i Frankrig, som danner grænsen mellem De cottiske og De grajiske Alper. Bjergpasset forbinder via rute D1006 mod NØ Maurienne-dalen i Frankrig med Susa-dalen mod SØ i Italien. Fra den italienske side krydses passet af vejen SS25.
Napoleon byggede en vej over bjerget mellem 1802 og 1810, og en jernbane blev åbnet ved siden af vejen i 1868. Jernbanelinjen blev nedlagt i 1871 da Mont Cenis-tunnelen åbnede. Bjergpasset er vinterlukket og er passabelt tidligst fra 1. maj til senest 31. oktober.
Passet ligger i bjergmassivet Massif Mont Cenis.

## Galleri
- Forte Varisello
- Lac du Mont Cenis
- Plateau de Saint Nicolas

## Cykelsport
Mont Cenis-passet har været på Tour de France-programmet fem gange og to gange i Giro d'Italia.
Tour de France
| År   | Etp. | Kat. | Første rytter       | Land     |
| ---- | ---- | ---- | ------------------- | -------- |
| 1949 | 17   | 2    | Pierre Tacca        | Frankrig |
| 1956 | 18   | 1    | Federico Bahamontes | Spanien  |
| 1961 | 10   | 1    | Manuel Busto        | Frankrig |
| 1992 | 13   | 1    | Claudio Chiappucci  | Italien  |
| 1999 | 10   | HC   | Dimitri Konyshev    | Rusland  |

Giro d'Italia
- 2013 15. etape var første mand på toppen Stefano Pirazzi  Italien
- 2013 16. etape var første mand på toppen Jackson Rodríguez  Venezuela